# マルチまがい商法
マルチまがい商法（マルチまがいしょうほう）とは、字義通りでは「マルチ商法」に似て非なるものということになるが、実質的にはマルチ商法に対する法規制の目をかいくぐったものであったと言える。日本においては、度重なる法改正により事実上の死語と化した。かつて「マルチまがい」と呼ばれていたアムウェイなどの企業も、「マルチ商法（連鎖販売取引）」として社会的・法的に再定義されたからである。

## 用法
「マルチ商法」という言葉自体に様々な用法があるため「マルチまがい商法」もいろいろな用法があることになる。
代表的な用法をいくつか示す。
1. 連鎖販売取引に似て非なるもの。この用法における典型例が、2001年までは連鎖販売取引の定義要件の一部である 特定負担2万円以上を満たしていないが、連鎖販売取引に類似した商法を「マルチまがい商法」と称するものである。この用法では、法の要件に抵触する連鎖販売取引を「マルチ商法」と称する。なお、2001年6月1日の特定商取引法改正により、特定負担2万円以上という定義要件は、特定負担があれば(1円でも)という条件になったため、訪問販売法時代に、2001年まで「マルチまがい商法」と呼ばれていたものの多くは「マルチ商法」に該当することになった。
2. 連鎖販売取引を行う企業や関係者が、「マルチ商法」ではイメージが悪いので詭弁を弄し「マルチ商法ではない」と云う説明で使用している。
3. 連鎖販売取引のうち商品を再販売しないもの。具体的には、次のいずれかになる。
  1. 商品を受託販売するか、販売あっせんするもの。
  2. 同種役務の提供をするか、同種役務の提供あっせんをするもの。
この用法では、連鎖販売取引のうち商品を再販売するものを「マルチ商法」とする。
4. 連鎖販売取引で、子会員の募集地域や会員数に制約を設けたもの。
この用法では、制約を設けないものを「マルチ商法」とする。
（連鎖販売取引業者での定義の例）

本稿において以下の説明は、上記の「マルチまがい商法」を「4.連鎖販売取引で、子会員の募集地域や会員数に制約を設けたもの」とする用法に立ったものである。

## 概説
マルチまがい商法とは、マルチ商法に準ずる商法という意味である。
本来は、消費者側が「（一般的な会員の勧誘に制限が無い）マルチ商法にそっくりな業態の」商法としてこのように呼び慣わしていたが、昨今では同種業態の業者自身が、とかく“イメージ”の悪いマルチ商法ではないと云う意味で、このように自称する場合をさす。
このマルチまがい商法は、一般的な連鎖販売取引のように、無制限に販売会員の募集する形態とは異なり、一定の地域や募集可能な販売会員の限度を設け、その枠内でマルチ商法に良く似た形態の、
- 商品を卸し、販売を斡旋する
- 新規加入者の販売マージンが加入紹介者に入る（と販売会員勧誘の際に説明する）
- 販売会員にセミナー制度などを設けて、販売方法研修を有償で行う

という業務形態で展開する。主に「サイドビジネス」として参加する者は後を絶たない。
具体的には、
- 本社が販売代理店（企業）から加盟金を受け取り、その金額に応じた販売地域・販売会員数を設定する
- 販売代理店は「学歴、年齢、経験を一切問わず、誰でも参加でき、チャンスを掴める」といったようなフレーズで販売員を募り、与えられた枠内で本社から仕入れた商品を卸す
- 販売会員は与えられた枠内で下位の販売員（個人）を募集し、代理店から商品を仕入れさせ、販売させる
- 販売会員や販売員は訪問販売や縁故知人相手の個人販売によって商品を市販する

という形態を取るが、この形態においては「代理店と販売員」の間に、雇用関係は存在しないため、履歴上は、全くの無職となる。そのため、健康保険、厚生年金等に加入していないばかりでなく、福利厚生等がほとんど受けられない。
これを金銭の流れに基いて整理すると
- 本社は販売代理店から加盟金を受け取るほか、商品を提供（卸）して商品の代価を受け取る
- 代理店は販売会員から入会金を受け取り、販売員募集枠を設定し、また販売会員価格で商品を卸す
- 代理店は販売員に販売会員より高い卸値で商品を卸す
- 代理店は販売員に卸した商品代価から一定の割合で、販売員を募集した販売会員に支払う
- 販売会員と販売員は、それぞれ商品を定価で販売し、その販売額から仕入れ価格を差し引いた分だけを収益とする
- 代理店・販売会員・販売員は本社の開催する有償セミナーなどに参加し（または加入の条件として受けるように求められ）、金銭を支払って参加するとなる

また販売代理店自身も、自分の所の従業員を使って商品を定価で販売し、そこから仕入れ価格を差し引いた分を収益とする事も可能であり、場合によっては代理店と各々の販売員の間に数段階の階層を作る同商法も存在する。それらの場合には各々の役割や、地位に応じて、「○○会員」とか「○○スタッフ」などの立場名が与えられ、企業内では一種のステータスのように表現される。さらに、チームやグループ等を作らせ、その中で、様々な交遊をしたり、遠征に行って、寝食を共にしながら、物品を販売することによって、結束を強固にし、精神的に取り込んでしまうといった事も見受けられる。
成長、夢、自己実現などの欲求を刺激して精神状態を高揚させるという勧誘のやり方で、新規加入者を増やしていくことが多い。販売員の仕事を続けていくことでスキルアップ、ゆくゆくは高額収入、資格取得できることを売りにしているような場合もある。
古くから化粧品、健康食品、最近ではパソコン関連などの学習教材や宝飾品などの分野や、様々な商品を複合的に扱う同種の商法が多く見られる。

## 問題点
これらの商法は、介在する人の性格上の部分も含むために、往々にしてマルチ商法と同質の問題を抱えることが多い。例を挙げると、
- 強引な勧誘
- 各販売者に商品を半ば強制的に卸す
- 商品に対する情報提供が不十分で消費者を混乱させる
- 販売員は、まるでカルト宗教に入信してしまったかのように、この商法を全面的に肯定し、崇拝してしまう

等である。
しかし、最も問題な点は、一般的な社会評価の物差しの下で、悪徳商法という社会的評価が下されているにもかかわらず、その認識を受け入れることなく、かたくなに仲間内だけで通じる価値観を振り回すために、社会的な地位もこのビジネスによって失う結果になりかねないということである。マルチ業者はこのような評価を不当だとしているが、現実にはそのような評価がなされている。また、人間関係に与える影響も無視できず、信頼関係の崩壊や交友関係の断絶などの原因となることも珍しくない。さらに、行き過ぎた販売行為によって特定商取引法に抵触してしまうと、販売員等は2年以下の懲役又は300万円以下の罰金となることもある。このようなビジネスの犠牲者となるのは、往々にして話巧みに甘い夢を与えられた知識の不充足な若者であったり、巨大な搾取組織の中に組み込まれた者、借金の返済が困窮であり仕方なく始める多重債務者等である。
本社が開催するセミナーも問題で、これに参加するために本業（本職・主婦業・学業など）がおろそかになったり、精神論を吹き込まれたり、成功者の大金を手にした話を延々と聞かされることにより、如何にグローバルでビッグなビジネスであるかを強く印象づけられ、現状を誤認するように誘導されたりすることもある。場合によっては、販売不振のペナルティ的に参加することを求められて高額な参加費用を支払ってしまい、本来は売上で儲けるはずが、過剰な商品仕入れとセミナー参加費用で大幅な赤字になることも珍しくはない。
多くのマルチまがい商法では、販売に精神論や根性論が持ち込まれる。つまり、常識的に考えて、明らかに不可能だと思われることや、無謀と思われるようなことでも、あきらめなければ必ず達成できると教えられる。そして、販売員を集めて、一定の販売基準を満たし、プロモーションを受ければ、莫大な収入を獲得し、今までの生活が変わるというイメージの幸福論を出す特徴が顕著で、販売実績が悪ければ販売側の能力不足とされ、売上が伸びれば商品が優れているためとされる。更に、巧妙なマルチまがい業者では、販売量の多寡は問わないと表面上では強く公表しながらも、実際に代表やオーナーになるためには一定の販売員数や多額の売上が必要とされ、商品や販売方法やビジネス自体を否定されれば「大企業の陰謀」、「貧乏人のひがみ」、「このビジネスを馬鹿にする人間が無知」と公言することすらある。多くのマルチ業者の給与体系は、税金逃れや税金対策のために日払い制をとっている。

## 同種の商法を取り巻く状況
ねずみ講（無限連鎖講）等の問題もあって、各々の会員が加入で支払った金額よりも大きく儲けるには、無制限に拡大する事を前提としたマルチレベルマーケティング（以下MLM）は法的な部分で無限連鎖講の防止に関する法律（ねずみ講防止法）に抵触する危険を含んでいる（業者はMLMであることを隠すため「ネットワークビジネス」などと言い換えている）。
このため、MLMシステムを転用した業者は、有限回数の拡大を前提とした商法に限定する方向転換を図っており、これによって生まれたのが、このマルチまがい商法である。近年「マルチ商法」と呼ばれる業者の大半は、実質的には、このシステムであるといえる。またそのような事情から、違法ではないとする根拠を複数持っている場合が多く、強固な理論武装を行っている傾向が非常に強い。
いずれにしても同種業態が、末端で販売にも取扱商品そのものにも疎いという、いわゆる素人を使う点でトラブルを招きやすく、場合によっては本社が提示しているセールストークからして、何らかの誤解や誤認識を招く場合もある。またセミナー制度やミーティングを多用したがる傾向は、MLM商法から継承した手法であるが、これらが一種の洗脳行為ではないかと指摘する人もある位で、実質的にも取扱商品の知識を深めるというよりは、「如何に買わせるか」という点や「どのようにして人材をコントロールするのか」という部分に重点が置かれている以上、商品の内容は推して知るべきなのかもしれない。警視庁や経済産業省では、「連鎖販売取引」に関する法律に準じないマルチ商法を違法として、その犯罪性や危険性を厳しく指摘している。